# Saison 2005 von Super 12
Die Saison 2005 war die zehnte Ausgabe von Super 12, einem Rugby-Union-Wettbewerb mit zwölf Franchise-Mannschaften aus Australien, Neuseeland und Südafrika.
Es wurden insgesamt 69 Spiele ausgetragen, wobei jede Mannschaft eine Round Robin gegen die elf anderen Mannschaften austrug. Es folgten zwei Halbfinalspiele und schließlich das Finale. Meister wurden zum fünften Mal die Crusaders aus der neuseeländischen Stadt Christchurch.

## Ergebnisse

### Tabelle
M = Amtierender Meister
|     | Team            | Spiele | Siege | Unent. | Ndlg. | Spiel- punkte | Diff. | Bonus- punkte | Tabellen- punkte |
| --- | --------------- | ------ | ----- | ------ | ----- | ------------- | ----- | ------------- | ---------------- |
| 01. | Crusaders       | 11     | 9     | 0      | 2     | 459:281       | + 178 | 8             | 44               |
| 02. | NSW Waratahs    | 11     | 9     | 0      | 2     | 322:174       | + 148 | 8             | 44               |
| 03. | Bulls           | 11     | 7     | 0      | 4     | 301:229       | + 72  | 6             | 34               |
| 04. | Hurricanes      | 11     | 8     | 0      | 3     | 283:248       | + 35  | 2             | 34               |
| 05. | Brumbies (M)    | 11     | 5     | 1      | 5     | 260:268       | − 8   | 7             | 29               |
| 06. | Chiefs          | 11     | 5     | 1      | 5     | 272:250       | + 22  | 6             | 28               |
| 07. | Blues           | 11     | 6     | 0      | 5     | 243:216       | + 27  | 3             | 27               |
| 08. | Highlanders     | 11     | 6     | 1      | 4     | 221:214       | + 7   | 1             | 27               |
| 09. | Stormers        | 11     | 3     | 1      | 7     | 215:320       | − 105 | 4             | 18               |
| 10. | Queensland Reds | 11     | 3     | 0      | 8     | 185:282       | − 97  | 5             | 17               |
| 11. | Cats            | 11     | 1     | 1      | 9     | 226:326       | − 100 | 7             | 13               |
| 12. | Sharks          | 11     | 1     | 1      | 9     | 205:384       | − 179 | 5             | 11               |

Die Punkte werden wie folgt verteilt:
- 4 Punkte bei einem Sieg
- 2 Punkte bei einem Unentschieden
- 0 Punkte bei einer Niederlage (vor möglichen Bonuspunkten)
- 1 Bonuspunkt für vier oder mehr Versuche, unabhängig vom Endstand
- 1 Bonuspunkt bei einer Niederlage mit weniger als sieben Punkten Unterschied

### Halbfinale
| 20. Mai 2005 | Crusaders                                                                                       | 47 : 7         | Hurricanes                                  | Jade Stadium, Christchurch Schiedsrichter: Andrew Cole (Australien) |
| 20. Mai 2005 | Versuche: Gear, Hamilton (3), Carter, Somerville Erhöhungen: Carter (4) Straftritte: Carter (3) | (18:0) Bericht | Versuche: Gopperth Erhöhungen: Gopperth (1) | Jade Stadium, Christchurch Schiedsrichter: Andrew Cole (Australien) |

| 21. Mai 2005 | NSW Waratahs                                                         | 23 : 13         | Bulls                                                        | Aussie Stadium, Sydney Schiedsrichter: Steve Walsh (Neuseeland) |
| 21. Mai 2005 | Versuche: Grey, Turinui Erhöhungen: Hewat (2) Straftritte: Hewat (3) | (16:13) Bericht | Versuche: Roets Erhöhungen: Steyn (1) Straftritte: Steyn (2) | Aussie Stadium, Sydney Schiedsrichter: Steve Walsh (Neuseeland) |

### Finale
| 28. Mai 2005 | Crusaders | 35 : 25        | NSW Waratahs                                                                         | Jade Stadium, Christchurch Schiedsrichter: Jonathan Kaplan (Südafrika) |
| 28. Mai 2005 | Versuche: Hamilton, Hewett, MacDonald, Ralph Erhöhungen: Carter (3) Straftritte: Carter (2) Dropgoals: Mauger (1) | (14:6) Bericht | Versuche: Rogers (2), Waugh Erhöhungen: Hewat (1), Rogers (1) Straftritte: Hewat (2) | Jade Stadium, Christchurch Schiedsrichter: Jonathan Kaplan (Südafrika) |

| 15                 | Leon MacDonald     |
| 14                 | Rico Gear          |
| 13                 | Caleb Ralph        |
| 12                 | Aaron Mauger       |
| 11                 | Scott Hamilton     |
| 10                 | Daniel Carter      |
| 09                 | Justin Marshall    |
| 08                 | Mose Tuiali’i      |
| 07                 | Richie McCaw (c)   |
| 06                 | Reuben Thorne      |
| 05                 | Ross Filipo        |
| 04                 | Chris Jack         |
| 03                 | Greg Somerville    |
| 02                 | Corey Flynn        |
| 01                 | Dave Hewett        |
| Auswechselspieler: |                    |
| 16                 | Tone Kopelani      |
| 17                 | Campbell Johnstone |
| 18                 | Sam Broomhall      |
| 19                 | Johnny Leo’o       |
| 20                 | Jamie Nutbrown     |
| 21                 | Andrew Mehrtens    |
| 22                 | Casey Laulala      |

| 15                 | Mat Rogers         |
| 14                 | Peter Hewat        |
| 13                 | Morgan Turinui     |
| 12                 | Nathan Grey        |
| 11                 | Lote Tuqiri        |
| 10                 | Lachlan MacKay     |
| 09                 | Chris Whitaker (c) |
| 08                 | David Lyons        |
| 07                 | Phil Waugh         |
| 06                 | Rocky Elsom        |
| 05                 | Dan Vickerman      |
| 04                 | Justin Harrison    |
| 03                 | Al Baxter          |
| 02                 | Brendan Cannon     |
| 01                 | Matt Dunning       |
| Auswechselspieler: |                    |
| 16                 | Adam Freier        |
| 17                 | Gareth Hardy       |
| 18                 | Alex Kanaar        |
| 19                 | Stephen Hoiles     |
| 20                 | Chris O’Young      |
| 21                 | Shaun Berne        |
| 22                 | Cameron Shepherd   |

## Statistik

### Meiste erzielte Versuche
|    | Spieler      | Team         | Versuche |
| -- | ------------ | ------------ | -------- |
| 1. | Rico Gear    | Crusaders    | 15       |
| 2. | Peter Hewat  | NSW Waratahs | 10       |
| 3. | Bryan Habana | Bulls        | 9        |

### Meiste erzielte Punkte
|    | Spieler         | Team         | Punkte |
| -- | --------------- | ------------ | ------ |
| 1. | Peter Hewat     | NSW Waratahs | 173    |
| 2. | Daniel Carter   | Crusaders    | 169    |
| 3. | Jimmy Gopperth  | Hurricanes   | 139    |
| 4. | André Pretorius | Cats         | 118    |
| 5. | Morné Steyn     | Bulls        | 110    |